# (11419) Donjohnson
(11419) Donjohnson (1999 KS2) – planetoida z grupy pasa głównego asteroid okrążająca Słońce w ciągu 5,25 lat w średniej odległości 3,02 j.a. Odkryta 16 maja 1999 roku.